# Specimens of Modern Poets: The Heptalogia or The Seven against Sense
Specimens of Modern Poets: The Heptalogia or The Seven against Sense. A Cap with Seven Bells – tom wierszy angielskiego poety i dramaturga Algernona Charlesa Swinburne’a, opublikowany w Londynie w 1880 nakładem oficyny Chatto & Windus. Zawiera utwory The Higher Pantheism in a Nutshell, John Jones, The Poet and the Woodlouse, The Person of the House, Last Words of a Seventh-Rate Poet, Sonnet for a Picture i Nephelidia.